# Skoki Valley
Skoki Valley är en dal i Kanada.   Den ligger i provinsen Alberta, i den centrala delen av landet, 3 000 km väster om huvudstaden Ottawa.
Trakten runt Skoki Valley består i huvudsak av gräsmarker. Trakten runt Skoki Valley är nära nog obefolkad, med mindre än två invånare per kvadratkilometer.